# Angelo Dolfini
Angelo Dolfini (né le 8 octobre 1978 à Pavie en Italie) est un patineur artistique italien. Il a été quatre fois champion d'Italie de 1999 à 2002.

## Biographie

### Carrière sportive
Angelo Dolfini a été quatre fois consécutivement champion d'Italie de 1999 à 2002. Son dauphin Karel Zelenka lui succédera au titre national en 2003.
Sur le plan international, Angelo Dolfini ne connaît pas la même réussite. Son meilleur résultat européen est une 20e place aux championnats d'Europe de janvier 2000 à Vienne, seuls grands championnats où il a pu patiner son programme libre. En effet, il n'a jamais réussi à être qualifié parmi les vingt-quatre premiers patineurs à l'issue du programme court dans les autres grands championnats internationaux (Europe, Monde, JO). Son meilleur résultat mondial est une 27e place aux championnats du monde de mars 2001 à Vancouver. Deux ans auparavant, il s'était classé 41e et dernier des championnats du monde de mars 1999 à Helsinki.
Il participe aux Jeux olympiques d'hiver de 2002 à Salt Lake City où il prend la 26e place à l'issue du programme court, ce qui l'a empêché de patiner son programme libre. Il décide de quitter le patinage amateur après ces JO.

### Reconversion
Angelo Dolfini reste dans le monde du patinage artistique après 2002. Il est spécialiste technique international pour l'Italie.

## Palmarès
| Compétition                   | 1996    | 1997    | 1998    | 1999    | 2000    | 2001    | 2002    |  |  |  |  |  |  |  |
| Jeux olympiques d'hiver       |         |         |         |         |         |         | 26e     |  |  |  |  |  |  |  |
| Championnats du monde         |         |         |         | 41e     | 37e     | 27e     |         |  |  |  |  |  |  |  |
| Championnats d’Europe         |         |         |         | 28e     | 20e     | 26e     | 22e     |  |  |  |  |  |  |  |
| Championnats d'Italie         | 3e      | 3e      | 2e      | 1er     | 1er     | 1er     | 1er     |  |  |  |  |  |  |  |
| Championnats du monde juniors |         | 25e     | 20e     |         |         |         |         |  |  |  |  |  |  |  |
| Grand Prix ISU                | 1995/96 | 1996/97 | 1997/98 | 1998/99 | 1999/00 | 2000/01 | 2001/02 |  |  |  |  |  |  |  |
| Trophée de France             |         |         |         | 11e     |         |         |         |  |  |  |  |  |  |  |
|                               |         |         |         |         |         |         |         |  |  |  |  |  |  |  |